# Calamaria borneensis
Calamaria borneensis е вид змия от семейство Смокообразни (Colubridae). Видът не е застрашен от изчезване.

## Разпространение и местообитание
Разпространен е в Бруней, Индонезия (Калимантан) и Малайзия (Сабах и Саравак).
Обитава градски и гористи местности.